# 阿倫·湯臣
阿倫·湯臣（英語：Alan Thompson，1973年12月22日 - )，前英格蘭足球運動員，司職中場。阿倫·湯臣在2008年5月28日對外宣佈正式退役。現時他是的青訓教練。

## 球員生涯
阿倫·湯臣出身於，曾效力和等球會。
至2000年阿倫·湯臣北上至蘇格蘭效力蘇超班霸凯尔特人。2005年，阿倫·湯臣協助些路迪於蘇格蘭杯決賽擊敗。在些路迪領隊哥頓．史特根帶領下，阿倫·湯臣在一隊上陣機會逐漸減少。
於2007年1月12日，阿倫·湯臣被外借至利兹联至球季結束。2007年1月20日，阿倫·湯臣於列斯聯首發的賽事，迎戰。
阿倫·湯臣於06/07球季後離開列斯聯重返些路迪。不過阿倫·湯臣的經理人表示，阿倫·湯臣覺得在列斯聯很愉快，若有機會將重返列斯聯。最終，阿倫·湯臣於07/08球季正式加盟列斯聯並成為隊長。2008年1月22日被緊急外借到1個月。

## 領隊生涯
2008年7月16日，阿倫·湯臣被任命為紐卡素的青訓教練。